# Grzegorz Prącik
Grzegorz Prącik (ur. 23 października 1923 w Krakowie, zm. 2 lipca 2013 tamże) – sędzia piłkarski i działacz.

## Życiorys
Przeszedł wszystkie szczeble kariery; w 1948 roku jako sędzia próbny, kolejno – kandydat (1949) i sędzia rzeczywisty (1950). W 1968 roku otrzymał tytuł sędziego zasłużonego, zaś w 1971 roku sędziego honorowego. Sędziował ponad 500 zawodów piłkarskich, w tym również spotkania międzynarodowe w latach: 1960-1966. Był arbitrem w meczach I ligi krajowej od 1957 roku poprzez 11 lat, zaś w II-ligowych spotkaniach występował w latach 1956-1957.
W młodości był czynnym piłkarzem w międzyszkolnym Klubie Sportowym „Mydlniczanka” (w latach 1937-1939).
Jako sędzia międzynarodowy (główny i liniowy) prowadził 37 zawodów międzynarodowych, w tym mecze Pucharu Europy, oraz 26 kwalifikacji spotkań międzynarodowych. Był kwalifikatorem sędziowskim w okresie 1967-1990.
Pełnił funkcję we władzach sędziowskich jako zastępca przewodniczącego Okręgowej Komisji Sędziowskiej KOZPN (1977-1980). Jako sędzia wiele czasu poświęcał na działalność społeczną pełniąc również funkcje we władzach PKS oraz OKS w Krakowie. Od 1964 roku działał w KOZPN służąc swoją wiedzą i doświadczeniem oraz pełnym zaangażowaniem, szkoląc nowe zastępy sędziów piłki nożnej.
W 1971 roku został wyróżniony tytułem Zasłużony Działacz Kultury Fizycznej. Za działalność sportową został odznaczony Krzyżem Kawalerskim Orderu Odrodzenia Polski w 1983 roku. Otrzymał również Złoty Krzyż Zasługi (1969), Srebrny Krzyż Zasługi z Mieczami (1945), Srebrny Krzyż Zasługi (1956), Krzyż Partyzancki (1978), Krzyż Armii Krajowej (1989), oraz medale pamiątkowe za udział w walkach. Za zasługi i osiągnięcia w pracy sportowej na Ziemi Krakowskiej otrzymał w 1980 roku tytuł Honorowego Członka KOZPN. Posiadał wiele odznak honorowych, srebrnych i złotych PZPN (1964, 1966), za pracę w sporcie dla miasta Krakowa (1971) i Ziemi Krakowskiej (1980). W 1994 roku otrzymał Odznakę „Akcja Burza”. Był także laureatem nagrody Państwowego Komitetu Techniki i Nauki (1966). Posiadał duże zasługi w rozwoju polskiego piłkarstwa, szczególnie krakowskiego. Honorowy członek Polskiego Związku Piłki Nożnej od 1997 roku. Odznaczony Diamentową Odznaką Honorową PZPN. W 2010 w uznaniu zasług dla Krakowa i jego mieszkańców otrzymał Odznakę Honoris Gratia.